# Lycaena rubidus
Lycaena rubidus is een vlinder uit de familie van de Lycaenidae. De wetenschappelijke naam van de soort is voor het eerst geldig gepubliceerd in 1866 door Hans Hermann Behr.

## Ondersoorten
- Lycaena rubidus rubidus
- Lycaena rubidus duofacies Johnson & Balogh, 1977
- Lycaena rubidus ferrisi Johnson & Balogh, 1977
- Lycaena rubidus incana Austin, 1998
- Lycaena rubidus longi Johnson & Balogh, 1977
- Lycaena rubidus monachensis Johnson & Balogh, 1977
- Lycaena rubidus perkinsorum Johnson & Balogh, 1977
- Lycaena rubidus sirius (Edwards, 1871)